# FA Charity Shield 1975
Lo FA Charity Shield 1975, noto in italiano anche come Supercoppa d'Inghilterra 1975, è stata la 53ª edizione della Supercoppa d'Inghilterra.
Si è svolto il 9 agosto 1975 al Wembley Stadium di Londra tra il Derby County, vincitore della First Division 1974-1975, e il West Ham, vincitore della FA Cup 1974-1975.
A conquistare il titolo è stato il Derby County che ha vinto per 2-0 con reti di Kevin Hector e Roy McFarland.

## Partecipanti
| Squadre      | Qualificazione                           | Partecipazioni precedenti (il grassetto indica la vittoria) |
| ------------ | ---------------------------------------- | ----------------------------------------------------------- |
| Derby County | Vincitore della First Division 1974-1975 | Nessuna                                                     |
| West Ham Utd | Vincitore della FA Cup 1974-1975         | 1 (1964)                                                    |

## Tabellino
| Arbitro: | Gordon Kew |

|                          |           |  |
| Hector 20’ McFarland 43’ | Marcatori |  |

| Derby County | West Ham |

### Formazioni
| Derby County: |    |                |
|               |    |                |
| P             | 1  | Colin Boulton  |
| D             | 2  | Rod Thomas     |
| D             | 4  | Bruce Rioch    |
| D             | 6  | Colin Todd     |
| D             | 3  | David Nish     |
| C             | 7  | Henry Newton   |
| C             | 5  | Roy McFarland  |
| C             | 8  | Archie Gemmill |
| C             | 11 | Charlie George |
| A             | 9  | Francis Lee    |
| A             | 10 | Kevin Hector   |
| Allenatore:   |    |                |
| Dave Mackay   |    |                |

| West Ham Utd:   |    |                 |  |          |
|                 |    |                 |  |          |
| P               | 1  | Mervyn Day      |  |          |
| D               | 2  | John McDowell   |  |          |
| D               | 5  | Tommy Taylor    |  |          |
| D               | 6  | Kevin Lock      |  |          |
| D               | 3  | Frank Lampard   |  |          |
| C               | 4  | Pat Holland     |  |          |
| C               | 8  | Graham Paddon   |  |          |
| C               | 10 | Trevor Brooking |  |          |
| A               | 7  | Alan Taylor     |  |          |
| A               | 9  | Billy Jennings  |  | Uscita   |
| A               | 11 | Bobby Gould     |  | Uscita   |
| A disposizione: |    |                 |  |          |
| D               | 13 | Keith Robson    |  | Ingresso |
| C               | 12 | Keith Coleman   |  | Ingresso |
| Allenatore:     |    |                 |  |          |
| John Lyall      |    |                 |  |          |